# Lycosa duracki
Lycosa duracki är en spindelart som beskrevs av McKay 1975. Lycosa duracki ingår i släktet Lycosa och familjen vargspindlar.
Artens utbredningsområde är Western Australia. Inga underarter finns listade i Catalogue of Life.